# Piazza Matteotti (Potenza)
piazza Matteotti, detta anche piazza del Sedile o piazza del Seggio, è una piazza della città italiana di Potenza.

## Caratteristiche e storia
La piazza, esistente già nel Medioevo, si svolge su un rettangolo delineato a nord dal Palazzo di Città, ad ovest dal Palazzo del Fascio, ad est da altre abitazioni storiche ed a sud dal Tempietto di San Gerardo. I nomi alternativi Sedile e Seggio sono in onore dell'ex Seggio della città, che si trovava nell'attuale palazzo del Comune. In esso venivano eletti i rappresentanti dell'aristocrazia locale. Fino a che non furono abbattuti dei vicoli per realizzare la Piazza Mario Pagano, la piazza Giacomo Matteotti era l'unica parte aperta dell'area dei vicoletti di via Pretoria. Grazie ad un decreto del 1810, fu possibile svolgere un mercato alimentare in essa. Fino agli anni 1820 aveva luogo nell'area anche la sede delle carceri. Oltre al Seggio, vi si affacciavano la cappella della Madonna del Carmine e  la cappella della Confraternita del Monte dei Morti (ex Chiesa di San Nicola). Attorno a metà XIX secolo la parte inferiore della piazza fu denominata spiazzo del Muraglione. Attorno al 1854 la piazza fu collegata con l'area a sud del centro storico, grazie all'apertura della via del Muraglione, successivamente corso Vittorio Emanuele II e poi corso 18 agosto 1860. Il belvedere del muraglione era inoltre il punto di ritrovo per i potentini. Nel 1940 la piazza fu intitolata al Maresciallo Italo Balbo, successivamente divenne piazza del Fascio per poi riprendere l'originale denominazione di piazza del Sedile, mentre nel 1944 fu intitolata a Giacomo Matteotti (vittima dei fascisti) con la denominazione originale come sottotitolo.

### Riqualificazione
Nell'aprile 2015 viene approvata la riqualificazione stradale del centro storico. I lavori della piazza Matteotti, iniziati in seguito, terminano nell'aprile 2017 e liberano la piazza dalle buche, oltre a sostituire la pavimentazione eliminando completamente i parcheggi. Già all'inizio del 2012 la piazza era stata resa accessibile solo ai pedoni. Nel 2018, per migliorare l'accesso al centro storico, degli intervistati dichiarano di voler richiedere nuovamente l'apertura al traffico.